# Olympische Winterspiele 1988/Teilnehmer (Amerikanische Jungferninseln)
| Gelbes Symbol für Goldmedaillen mit stilisierten Olympischen Ringen | Graues Symbol für Silbermedaillen mit stilisierten Olympischen Ringen | Braundes Symbol für Bronzemedaillen mit stilisierten Olympischen Ringen |
| ------------------------------------------------------------------- | --------------------------------------------------------------------- | ----------------------------------------------------------------------- |
| —                                                                   | —                                                                     | —                                                                       |

Die Amerikanischen Jungferninseln nahmen an den Olympischen Winterspielen 1988 im kanadischen Calgary mit einer Delegation von sechs Sportlern, vier Männer und zwei Frauen, in drei Sportarten teil.
Es war die erste Teilnahme an Olympischen Winterspielen. Fahnenträger bei der Eröffnungsfeier war die alpine Skiläuferin Jodie Lawaetz. John Foster sr., der im Zweierbob startete, war schon 1972, 1976 und 1984 als Segler bei Olympischen Sommerspielen für die Amerikanischen Jungferninseln am Start.

## Teilnehmer nach Sportarten

### Bob
Herren
- John Foster sr., John Reeve
Zweierbob: 38. Platz (4:11,01 min)
- Harvey Hook, Christopher Sharpless
Zweierbob;: 35. Platz (4:09,09 min)

### Rodeln
Damen
- Anne Abernathy
Einsitzer: 16. Platz (3:09,237 min)

### Ski Alpin
Damen
- Seba Johnson
Super G: disqualifiziert
Riesenslalom: 28. Platz (2:49,21 min)

## Weblink
- Olympiamannschaft der Amerikanischen Jungferninseln 1988 in der Datenbank von Sports-Reference (englisch; archiviert vom Original)